# لوئیس کامفورت تیفانی
 لوئیس کامفورت تیفانی (انگلیسی: Louis Comfort Tiffany؛ ۱۸ فوریهٔ ۱۸۴۸ – ۱۷ ژانویهٔ ۱۹۳۳) یک هنرمند اهل ایالات متحده آمریکا بود.
لوییس کامفورت تیفانی هنرمند و طراح آمریکایی است که هنرهای تزئینی را دنبال می کرد و بیشتر شهرت وی در زمینه شیشه های طرح دار و خصوصا در تکنیک تیفانی گلس است. نام او با جنبش هنری آرت نووو گره خورده است. لوییس تیفانی در بسیاری از هنرها فعالیت داشته است، از جمله شیشه های استیندگلس پنجره ها، لامپ ها و آباژورهای دکوراتیو، موزاییک شیشه ای، شیشه بلویینگ، جواهرات، میناکاری، فلزات طراحی شده و … . وی اولین مدیر طراحی در شرکت خانوادگی خود بود که توسط پدرش چارلز لوییس تیفانی تاسیس شده بود.

### اوایل زندگی
لوییس کامفورت تیفانی در ۱۸ فوریه ۱۸۴۸ در نیویورک آمریکا به دنیا آمد. او در مدرسه ای در آکادمی نظامی پنسیلوانیا در غرب چستر، پنسیلوانیا و آکادمی نظامی ایگلسوود در پرت امبوی، نیوجرسی حضور یافت. اولین آموزش هنری او به عنوان یک نقاش بود که تحت نظر جورج انس (George Inness ) در ایگلسوود، نیوجرسی و ساموئل کلمن (Samuel Colman )در ایروینگتن ( Irvington)، نیویورک تحصیل کرد. او همچنین در آکادمی ملی طراحی در نیویورک در سال های ۱۸۶۷-۱۸۶۶ و با نقاش آکادمی سلطنتی لئون آدولفه-اوگوست (Leon-Adolphe-Auguste Belly) در سال ۱۸۶۹-۱۸۶۸ تحصیل کرد. نقاشی لنداسکیپ تاثیر زیادی بر تیفانی داشت.

### فعالیت ها
تیفانی به عنوان یک نقاش شروع به کار کرد، اما از سال ۱۸۷۵ به شیشه سازی علاقمند شد و در سالهای ۱۸۷۸ و ۱۸۶۰ در چندین تولیدی شیشه در بروکلین کار کرد. او بعدا کارخانه شیشه ای خود را در کورونا، نیویورک، تاسیس کرد و مصمم به ارائه طرح هایی بود که کیفیت شیشه های معاصر را بهبود می بخشید. رهبری و استعداد تیفانی، و همچنین پول و ارتباطات پدرش، باعث شد که این کسب و کار رشد کند.
در سال ۱۸۸۱ تیفانی طراحی داخلی خانه مارک تواین (Mark Twain) را در هارتفورد، کانکتیکات، که همچنان باقی مانده بود، انجام داد. اما مهمترین کار این شرکت در سال ۱۸۸۲ زمانی بود که چستر آلن آرتور (Chester Alan Arthur) بیست و یکمین رییس جمهور آمریکا، از رفتن به کاخ سفید تا زمانی که مجددا بازسازی شده شود، سر باز زد. او تیفانی را که در نیویورک در زمینه طراحی داخلی مشهور شده بود، دعوت کرد تا بازسازی و طراحی داخلی کاخ سفید را بر عهده گیرد. تیفانی اتاق شرقی، اتاق آبی، اتاق قرمز، اتاق غذاخوری دولتی و سالن ورودی و بازنشستگی را با استفاده از رنگ آمیزی در الگوهای تزئینی، نصب دربهای جدید طراحی شده، تغییر رنگ زمینه با الگوهای متراکم، و البته اضافه کردن تیفانی شیشه ای (تیفانی گلس) به چراغ های روشنایی و پنجره ها و اضافه کردن یک صفحه نمایش شیشه ای از کف تا سقف در ورودی سالن، مرمت کرد. برخی از این شیشه های تزئینی در بازسازی بعدی برداشته شد.
تمایل به تمرکز بر روی هنر شیشه تزئینی توسط لوییس کامفورت تیفانی، منجر به فروپاشی شرکت در سال ۱۸۸۵ شد. در این زمان تیفانی تصمیم به تاسیس استودیو خود را گرفت. شرکت وی در همین سال ثبت شد و در سال ۱۹۰۲ به عنوان استودیو تیفانی شناخته شد.
در ابتدای کار، تیفانی از شیشه های ارزان و بطری ها استفاده کرد چرا که این نوع شیشه ها به دلیل دارا بودن ناخالصی های معدنی شفاف تر از بقیه شیشه های موجود بودند. وقتی که او قادر به متقاعد کردن شیشه سازان نشد که شیشه های شفاف و دلخواه او را تولید کنند، شروع به ساخت شیشه خود کرد. تیفانی از شیشه های اپالستیک در رنگ ها و بافت های مختلف استفاده کرد تا یک سبک منحصر به فرد از شیشه های رنگی ایجاد شود. او تکنیک “فویل مس” یا “کاپرفویل” را توسعه داد که با بریدن هر قطعه شیشه و پیچیدن آن با فویل مس و در نهایت، لحیم کردن کل آن ها برای ایجاد پنجره ها و لامپ ها، سطوح وسیعی را که قبلا تولیدشان امکان پذیر نبود، امکان پذیر ساخت.
کار وی را می توان با تکنیک “لید گلس” و “استیندگلس” که سالیان طولانی در اروپا استفاده می شد، مقایسه کرد. در “لیدگلس” تکه های شیشه در کانال های سربی قرار می گرفتند و استیندگلس تکنیک طراحی روی شیشه است.